# Matthew Griswold
Matthew Griswold, född den 25 mars 1714, död den 28 april 1799, var guvernör i Connecticut från 1784 till 1786. Han var även viceguvernör och ordförande för delstatens högsta domstol under amerikanska revolutionskriget från 1769 till 1784.

## Tidigt liv
Matthew Griswold föddes i Lyme, Connecticut, som den äldste sonen till John Griswold, politiker och markägare, och Hannah (Lee) Griswold. Han var fjärde generationens invånare i Connecticut, familjen hade emigrerat dit från England 1639. De var en av de mest välbärgade och respekterade familjerna i Lyme och personer av familjen Griswold hade offentliga uppdrag i Connecticut genom flera generationer.
Matthew Griswold studerade juridik när han var i tjugofemårsåldern och öppnade en juristbyrå i Lyme 1742. Han gifte sig med guvernör Roger Wolcotts dotter Ursula den 10 november 1743, de fick sju barn tillsammans. Deras son Roger Griswold blev senare också guvernör i Connecticut.

## Revolutionen
Matthew Griswold valdes till Connecticuts parlament (General Assembly) 1748 och satt där även från 1751 till 1759. Han valdes därefter till Council of Assistants, där han tjänstgjorde från 1759 till 1769. Griswold och åtta andra ledamöter av Council of Assistance protesterade mot 1765 års stämpelskatt, när guvernör Thomas Fitch var tvungen att gå ed på att han skulle stödja den. Griswold blev medlem av Sons of Liberty, som protesterade offentligt mot stämpelskatten.
Varenda år från 1769 till 1784 valdes Griswold till viceguvernör av Connecticut. I denna position hade han också tjänsten som ordförande för Connecticuts högsta domstol. Under denna tid var han engagerad för utbildning och var med i en kommitté som skulle förbättra utbildningen vid Yale College. Han promoverades till juris doktor vid Yale 1779 som tack för dessa insatser.
Griswold var en övertygad anhängare av frihet från Storbritannien under amerikanska revolutionskriget. Han tjänstgjorde i flera kommittéer som arbetade med truppförflyttningar, militära utnämningar, proviant och försvar. Han inriktade sig särskilt på att försvara amerikanska fartyg och Connecticuts kust. Enligt muntlig tradition i familjen Griswold lyckades han vid två tillfällen undkomma brittiska soldater som sökte efter honom i hans hem.

## Guvernör och tiden därefter
Efter kriget valdes Griswold till guvernör i Connecticut 1784 av Connecticuts parlament, efter Jonathan Trumbull, sedan han hade misslyckats med att få en majoritet av rösterna i valet. Han blev omvald 1785, men förlorade sedan till Samuel Huntington 1786. År 1788, som delegat för Lyme, blev han ordförande för Connecticuts konvent för att ratificera den nya federala grundlagen.
Senare under 1788 avled Ursula Griswold och Matthew Griswold drog sig tillbaka från det offentliga. Han fortsatte att ta hand om sin familjs fastighet Black Hall till sin död den 28 april 1799.